# Claremontiella nodulosa
Claremontiella nodulosa é uma espécie de molusco gastrópode marinho costeiro pertencente à família Muricidae da ordem Neogastropoda. Foi classificada por C. B. Adams, com a denominação de Purpura nodulosa, em 1845; em texto publicado no Proceedings of the Boston Society of Natural History, através de tipo nomenclatural procedente da Jamaica. É considerada a espécie-tipo de seu gênero.

## Descrição da concha e hábitos
Concha pequena, recoberta por nódulos axiais, bicônica, com menos de 3 centímetros de comprimento e de coloração marrom escurecida, com áreas mais claras. Abertura estreita, vista por baixo, com lábio externo dotado de 4 a 5 dentículos brancos. Apresentam um pequeno opérculo córneo, de coloração castanha.[carece de fontes?]
É encontrada em águas rasas, na zona entremarés, principalmente em áreas de costões, onde se alimenta predatóriamente de outras espécies; ocupando principalmente áreas de rochas fragmentadas e cobertas com sedimentos e algas marrons.

## Distribuição geográfica
Claremontiella nodulosa ocorre da Carolina do Norte à Flórida, Texas, México, Bermudas, Belize, Antilhas, leste da Colômbia, Venezuela e Brasil (da Bahia até São Paulo, incluindo Fernando de Noronha e Trindade); além da ilha de Cabo Verde e oeste da África, até Gabão e Angola.

## Etimologia
O seu antigo termo definidor do seu gênero, Morula, com a qual era nomeada até o início do século XXI, provinha do latim e é o diminutivo de "morus" (amora), assim como mórula, enquanto que nodulosa provém de "nódulo" (pequeno nó). Já a mais antiga denominação de gênero, Drupa, é proveniente de "drupa", um tipo de fruto carnoso, contendo apenas uma semente e sendo esta referida como caroço; talvez numa alusão à forma de suas conchas com este tipo de semente.[carece de fontes?] Seu atual nome, Claremontiella, é uma homenagem à pesquisadora Martine Claremont.